# Lanchester Motor Company

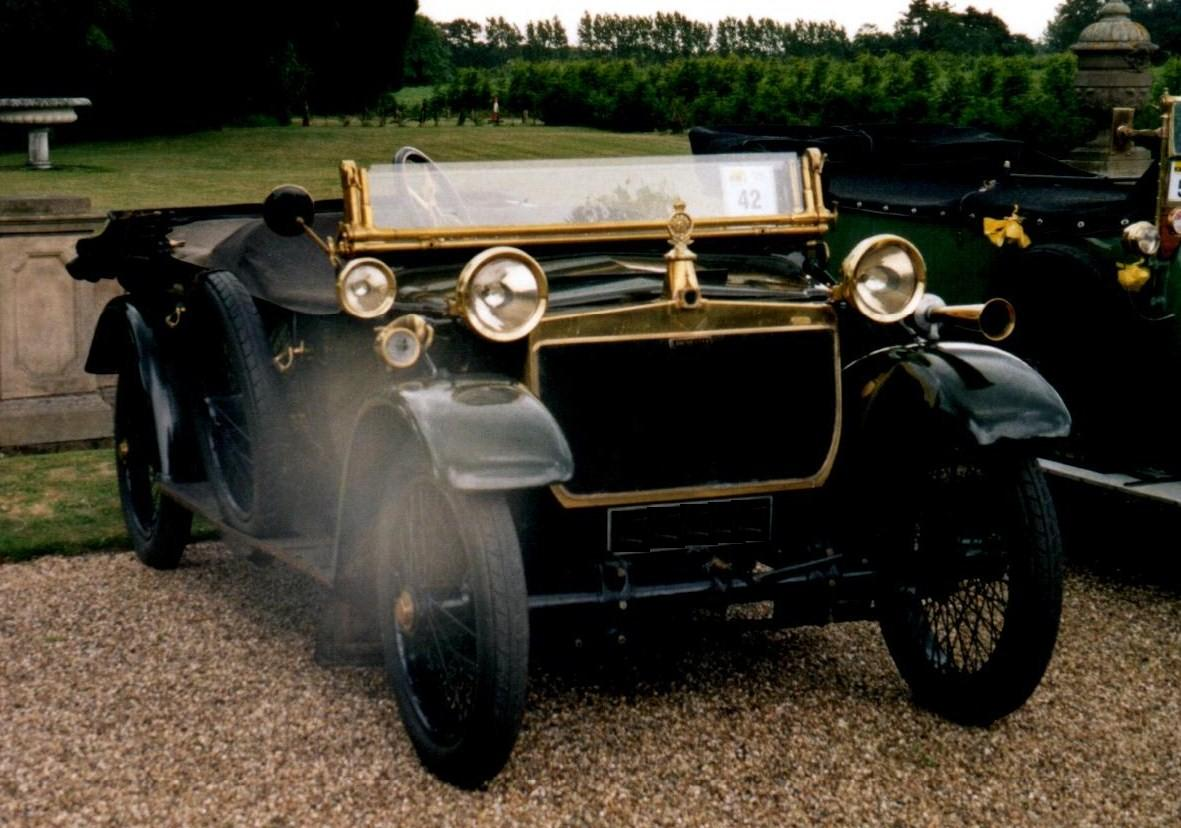
Lanchester 25 HP (1912)

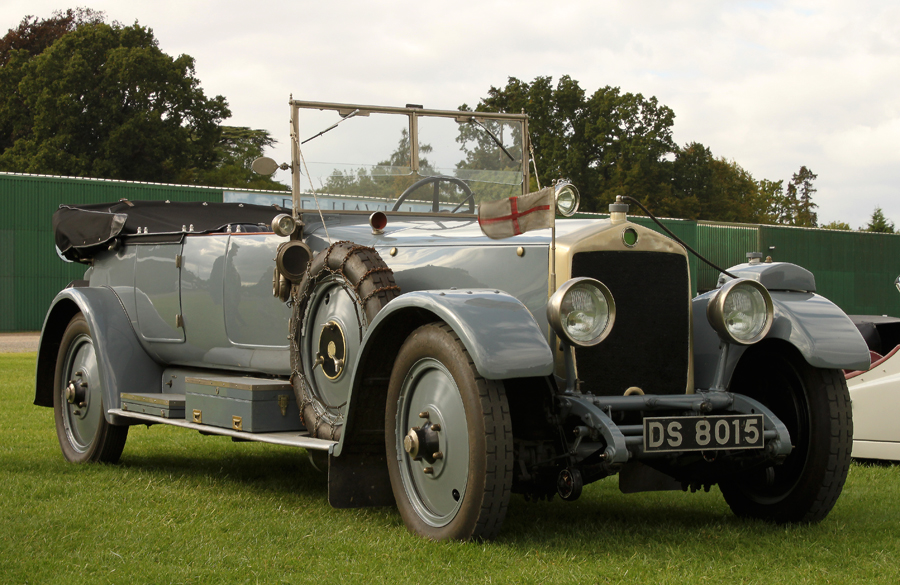
Lanchester 40 (1925)

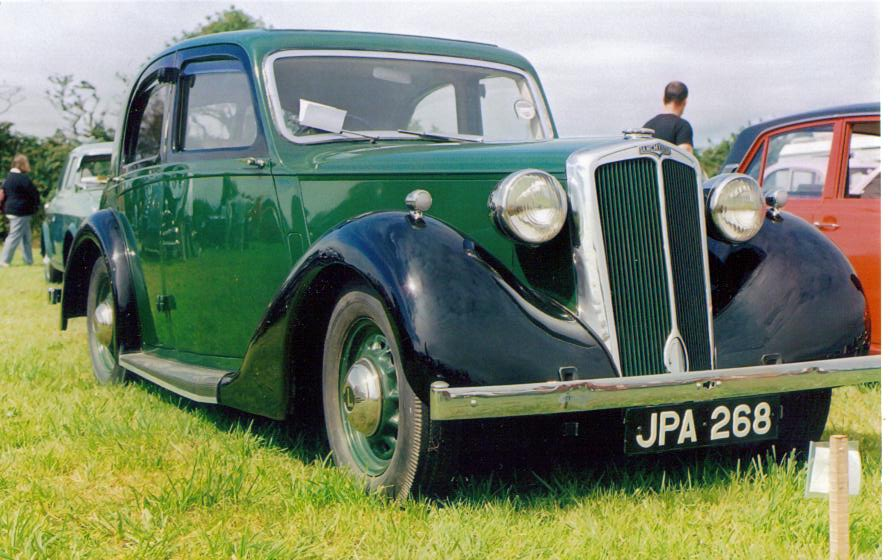
Lanchester 14 (1939)

Die Lanchester Motor Company war ein britischer Automobilhersteller mit Sitz in Birmingham. Unter dem Namen wurden von 1895 bis 1956 Autos hergestellt. Die Namensrechte liegen heute bei Tata Motors.

## Geschichte
Frederick W. Lanchester baute 1895 das wohl erste Auto, das nur in Großbritannien entwickelt worden war. 1899 wurde die Lanchester Engine Company Ltd von den Brüdern Frederick, George und Frank gegründet. Dieses Unternehmen ging 1904 in den Konkurs und wurde als Lanchester Motor Company im selben Jahr neu gegründet. 1912 stellte das Unternehmen den ersten britischen Serienwagen mit elektrischer Beleuchtung her. Auf Basis des Lanchester 38 wurde auch ein Panzerwagen, der Lanchester 4x2 produziert, der im Ersten Weltkrieg zum Einsatz kam. 1927 erhielten sie einen Auftrag zum Bau eines weiteren Panzerwagens, dem späteren Lanchester 6×4.
Die BSA übernahm 1931 das Unternehmen. Lanchester wurde Bestandteil der zur BSA gehörenden Marke Daimler. In dieser Zeit kamen einige Standardaufbauten für Lanchester-Fahrgestelle von dem unabhängigen Karosseriehersteller Butlin in Coventry. Das letzte Modell unter dem Namen Lanchester lief bis 1956. Daimler wurde 1960 mit den Markenrechten an Lanchester von Jaguar übernommen. Diese Namensrechte gingen durch den Kauf von Jaguar 1989 durch die Ford Motor Company an diese über und schließlich 2008 an Tata Motors.

## Modelle
| Typ                           | Motor                                                                       | Zeitraum  |
| ----------------------------- | --------------------------------------------------------------------------- | --------- |
| Lanchester Five               | 1306 cm³; Einzylinder; luftgekühlt                                          | 1895      |
| Lanchester Eight              | 3459 cm³; Zweizylinder; luftgekühlt                                         | 1897–1898 |
| Lanchester Ten                | 4033 cm³; Zweizylinder; luftgekühlt                                         | 1900–1904 |
| Lanchester Twelve             | 4033 cm³; Zweizylinder; wassergekühlt                                       | 1903–1904 |
| Lanchester Sixteen            | 4838 cm³; Zweizylinder; wassergekühlt                                       | 1903–1904 |
| Lanchester Eighteen           | 4838 cm³; Zweizylinder; wassergekühlt                                       | 1904      |
| Lanchester Twenty             | 2472 cm³; Vierzylinder; wassergekühlt                                       | 1904–1911 |
| Lanchester Twelve             | 3974 cm³; Zweizylinder; wassergekühlt                                       | 1906–1908 |
| Lanchester 28                 | 3654 cm³; Sechszylinder; wassergekühlt                                      | 1906–1911 |
| Lanchester 50                 | 8145 cm³; Sechszylinder; wassergekühlt                                      | 1907      |
| Lanchester 38                 | 4856 cm³; Sechszylinder; wassergekühlt                                      | 1911–1914 |
| Lanchester 25                 | 3137 cm³; Vierzylinder; wassergekühlt                                       | 1912–1914 |
| Lanchester 40                 | 5482 cm³; Sechszylinder; wassergekühlt                                      | 1907      |
| Lanchester 40                 | 6178 cm³; Sechszylinder; wassergekühlt                                      | 1919–1928 |
| Lanchester 21                 | 2930 cm³; Sechszylinder; wassergekühlt                                      | 1923–1926 |
| Lanchester 23                 | 2930 cm³; Sechszylinder; wassergekühlt                                      | 1926–1931 |
| Lanchester 30 hp              | 4400 cm³; Achtzylinder; wassergekühlt                                       | 1929–1932 |
| Lanchester Eighteen           | 2504 cm³ (2390 cm³ ab 1935, 2565 cm³ ab 1936); Sechszylinder; wassergekühlt | 1932–1939 |
| Lanchester Ten                | 1203 cm³ (1444 cm³ ab 1936); Vierzylinder; wassergekühlt                    | 1933–1936 |
| Lanchester Light Six          | 1378 cm³; Sechszylinder; wassergekühlt                                      | 1935–1936 |
| Lanchester Eleven             | 1444 cm³; Vierzylinder; wassergekühlt                                       | 1937–1939 |
| Lanchester Fourteen Roadrider | 1527 cm³ (1809 cm³ ab 1938); Sechszylinder, wassergekühlt                   | 1937–1939 |
| Lanchester LD10               | 1287 cm³; Vierzylinder; wassergekühlt                                       | 1946–1951 |
| Lanchester Fourteen/Leda      | 1968 cm³; Vierzylinder; wassergekühlt                                       | 1950–1954 |
| Lanchester Sprite             | 1622 cm³; Vierzylinder; wassergekühlt                                       | 1954–1956 |